# フランチェスコ・ビッソロッティ
フランチェスコ・ビッソロッティ（Francesco Bissolotti,1929年4月2日 - 2019年1月31日）は、現代クレモナを代表するヴァイオリン製作者、またヴァイオリン製作におけるすぐれた指導者でもあり、多数の後進を輩出している。

## 人物
1929年4月2日、クレモナ北部の小さな村ソレジーナ(Soresina)に生まれる。家具職人の叔父の影響で若いうちから木工を始める。1940年代に近郊のカステッレオーネ(Castelleone)の中心地に転居し、著名な彫刻家であり飾り物職人ジーノ・ロッタ(Gino　Lotta)に弟子入りする。さらに音楽への強い情熱により腕利きのアマチュア・ヴァイオリニストとなる。

独習でヴァイオリンを製作したのち、1957年にクレモナ国際弦楽器製作学校に入学。入学後数ヶ月間ピーター・タター(Peter　Tatar)が教師を務めた。その後かの有名なガエターノの息子でありパルマ出身のピエトロ・ズガラボット(Pietro sgarabotto)が教壇に立った。同氏は製作技法に従来指導してきた方法とは違った新技術を導入した。中でも意義深かったのは内型(Forma interna)とア・カッサキウーザ(a cassa chiusa)と呼ばれる、楽器の最後の組み立て作業の後にアウトラインを仕上げパーフリングを施す（いずれの技法もクレモナの古典的方式に由来する）を取り入れた事であった。

ガエターノの楽器の多くをビッソロッティが修理、点検していた事もあり、当初のビッソロッティの作風はズガラボットの影響を強く受けていた。

1960年代初頭にレナート・スクロッラヴェッザ(Lenato Scrollavezza)、ジョ・バッタ・モラッシ(Gio Batta Morassi)と共にジュゼッペ・オルナーティ(Giuseppe Ornati)とフェルディナンド・ガリンベルティ(Ferdinand Garimberti)が指導する修復コースに通う。この時の経験がビッソロッティの楽器製作者としての経歴の一つの重要な分岐点となった。

1962年にプラティナ通りに最初の工房を開く。同時期にシモーネ・フェルナンド・サッコーニ(Simone Fernand Sacconi)（ビッソロッティは1958年にすでに彼と出会っていた）と親しくなり、ビッソロッティはサッコーニに師事するようになる。1962年から1972年にかけてサッコーニは下記の数カ月をクレモナで過ごし、ビッソロッティの工房で働き、二人で当時パラッツォ・デッラルテ(Palazzo dell'Arte)に保管されていたストラディヴァリの遺品コレクションの研究、再整理を成し遂げた。

遺品を品目別に整理し、掃除し、必要な場合は修復し、最終的にコレクション全体を再編成した。この作業がサッコーニの研究の集大成でありビッソロッティもその作成に協力した"The Secrets of Stradivari"(伊"I Segreti di Stradivari")の出版にいたる下準備となった。二人の共同作業は続き、サッコーニが作業所を指揮するニューヨークのワーリッツァー社とのコラボレーションも行った。

ビッソロッティはクレモナ国際弦楽器製作学校の教師となり、当時は木工工房(1961年～)、次に弦楽器製作(1970年～1983年)を担当した。彼はヴァイオリン製作においてストラディヴァリ式に忠実な(大型である1715年製ストラディヴァリ”Cremonese”や1705年型をしばしばモデルとした)正面マスクを用いるが、表板には一般よりも冬目が細かく固めな板を用いるのとプレッセンダやロッカの様な扁平アーチを組み合わせる等の工夫により、新品でも穏やかな音色で、且つ、非常に鳴りの良い工夫がなされている。作風には、ボローニャのフィオリーニが寄贈したストラディヴァリの遺品コレクションの研究を通して、サッコーニと共にボロネーゼの流れも組み込んでいる。
ヴィオラに関してはガスパロ・ダ・サロ型やテストーレ型、チェロはヴェネツィア派を模範とした。

ビッソロッティは約600台の楽器を製作した。主にヴァイオリン、ヴィオラ、チェロだが、リュート、ヴィオラ・ダモーレ、ヴィオラ・ダ・ガンバ、コントラバスも手掛けた。更に彼は変った木材を試し、アッカルドのためにパガニーニのレパートリーとして５弦の大型のヴィオラを復元した。息子ティツィアーノ・ビッソロッティが若くして亡くなり、その後マルコ・ヴィニーチョ、マウリツィオ、ヴィンチェンゾの３人息子とともに現在もクレモナのサン・パオロ広場の工房で活動した。
2019年1月31日に死去。89歳没。